# André Boucourechliev
André Boucourechliev   (Sofia, 28 de juliol de 1925 - Boulogne-Billancourt, 13 de novembre de 1997), nascut Andrei Atanàssov Bukurèixtliev, búlgar: Андрей Атанасов Букурещлиев, fou un compositor francès d'origen búlgar.

## Biografia
Nascut a Sofia, Boucourechliev va estudiar piano al Conservatori. Posteriorment, va estudiar a París a l'"École Normale de Musique" de Paris, on després va ensenyar piano. Els seus primers intents de composició daten de 1954, quan es va dedicar a les famoses sessions de música contemporània a Darmstadt. Va perfeccionar la seva tècnica compositiva buscant Berio i Maderna a Milà. Després de l'èxit de la seva Sonata de piano (1959), interpretada al musical Domaine, i d'obres amb elecció i casualitat, va passar un període a Amèrica, durant el qual va conèixer a Cage, Merce Cunningham, i Robert Rauschenberg. El cim de la seva exploració d'elecció i llibertat per part de l'intèrpret va ser assolit a Arxipèls (1967–1971). Moltes de les seves obres posteriors han passat a perfeccionar o ampliar aquests principis. Boucourechliev va morir a París el 1997 als 72 anys.

## Honors
- Gran Premi Musical de la Ciutat de París, 1976
- Gran Premi Nacional de la Musique, 1984
- Commandeur des Arts et des Lettres
- Chevalier de la Légion d'honneu.

## Escrits
- Schumann, 1956 (francès), 1959 (anglès), 2010 (búlgar)
- Chopin: eine Bildbiographie, 1962 (alemany), 1963 (anglès)
- Beethoven, 1963 (francès)
- Stravinsky, 1982 (francès), 1987 (anglès)
- Essai sur Beethoven, 1991
- Le language musical, 1993
- Dire la musique, 1995
- Regards sur Chopin, 1996 (francès), 2010 (búlgar)

Fonts: